# Духсустус
Духсустус (ивр. דוכסוסטוס‎) — слово греческого происхождения, обозначает одну из разновидностей пергамента, применяемого в ритуальных целях в иудаизме. 
Из кожи делают 3 вида пергамента: гевиль, клаф, духсустус. Сначала с кожи сбривают волосы, потом солят и обрабатывают с помощью муки и дубильных веществ, которые вызывают сокращение и затвердение кожи. Полученный пергамент называется «гевиль». Если кожу расслаивают на 2 слоя, тогда более тонкий слой получается с лицевой или волосяной стороны, а более толстый (спилок) — со стороны мяса. Эти куски кожи тоже обрабатывают солью, мукой и дубильными веществами. Та сторона, которая ближе к коже, называется «клаф», а та, которая ближе к мясу — «духсустус». В идеале свиток Торы пишут на гевиле, со стороны где раньше были волосы. Тфилин пишут на клафе, со стороны мяса. Мезузу пишут на духсустусе, со стороны волос.